# Мальтійська мова
Мальті́йська мо́ва — мова мальтійців, офіційна мова Мальти та Європейського Союзу. Мальтійська мова належить до семітської гілки афразійських мов і близька до туніського діалекту арабської мови.

## Історія
Під час фінікійської, а згодом карфагенської колонізації, (800 до н. е. — 218 до н. е.) населення Мальтійських островів розмовляло однією з фінікійських (пунічних) мов. Фінікійським діалектом продовжували розмовляти також у період римського (з 218 до н. е.), а згодом і візантійського панування (в 395 — 870 роках).
У 870 році острови завоювали араби, які, щоправда, не колонізували острови аж до середини 11 століття. Крім того, пізніше мусульманське населення Мальти здебільшого походило з Сицилії (сицилійці, що прийняли іслам). Арабська мова магрибського діалекту розповсюджувалася у середовищі корінного населення Мальти почасти завдяки своїй схожості до фінікійської. В цей час існувало два діалекти: класичний арабський[джерело?] і мальтійський арабський, від якого і походить сучасна мальтійська мова.
Новий етап в історії цієї мови розпочався норманським завоюванням островів 1090 року і приєднанням її до Сицилії на чолі з каталонсько-арагонськими королями. На початку 13 століття мусульманське населення було вигнано з Мальти, але на відміну від інших арабських діалектів Європи (наприклад, андалуських чи кіпріотських) мальтійська не вимерла. Ці політичні зміни назавжди відірвали Мальту від мусульманського світу, перевівши її в орбіту європейської культури. Внаслідок цього мальтійське письмо сформувалося на основі латинської графіки.
1530 року Мальта отримала суверенітет під владою ордену Госпітальєрів, залишаючись проте в орбіті впливу Сицилії. 1800 року після двох років французького панування Мальта стала частиною Британської імперії. Відтак почалася деіталізація та англізація островів. На початку 20 століття офіційними мовами Мальти були англійська та італійська. 1934 року цей статус отримала також мальтійська, а 1936 його позбулася італійська (через погіршення стосунків Британії з Італією Муссоліні 1936 року). 1964 року Мальта здобула незалежність від Великої Британії.

## Характеристики
Попри арабське походження мальтійської мови, її носії не розуміють арабської. Граматично мальтійська є водночас більш консервативною та більш інноваційною за арабську. Мова містить значну кількість запозичень з романських мов (сицилійської, тосканської, італійської, окситанської), а також англійської.
З часу англійського панування кількість запозичень з англійської зросла. Трапляються випадки заміни італійських термінів англійськими (наприклад, замість італ. infermiera — англ. nurse), або корегування змісту окремих слів під впливом англійської (замість librerija на позначення книжкової крамниці вживають bibljoteka, оскільки співзвучне library в англійській означає саме бібліотека).

## Статус
Згідно з конституцією Мальти, національною мовою країни є мальтійська. Водночас офіційний статус має також англійська, тож у більшості сфер вони мають рівні права.
Мовою судочинства є мальтійська (крім випадків, коли парламент постановить інше рішення).  Також конституція визнає вищість мальтійських текстів законів над англійськими.
В Європейському Союзі, членом якого Мальта є з 2004 року, мальтійська також є офіційною. Втім з 1 травня 2004 і до 30 квітня 2007 року мальтійською не перекладали всі законодавчі акти ЄС, а лише найважливіші. Причиною цього були проблеми з відповідною кількістю перекладачів. Цей випадок не порушував урядового та робочого характеру мальтійської мови в ЄС.

## Сучасний стан
Близько 400 тис. мешканців Мальти знають мальтійську мову. Станом на 2001 рік 99,6% населення Мальти назвали своєю першою мовою саме мальтійську (англійську — 1,2%). Водночас вдома нею розмовляють 90%, а на роботі — 70% (для англійської 14% і 29% відповідно). 86,23% віддають перевагу спілкуванню мальтійською, 11,76% — англійською і 1,84% — італійською.
Хоча статистично мальтійська домінує в країні, її статус порівняно з англійською є менш престижним. Так, деякі заможні мальтійці відмовляються від мальтійської на користь англійської. Також, домінування мальтійської є суттєво слабшим, коли йдеться про мову культури: 48% мальтійців віддають перевагу читанню мальтійською і 59,2% — перегляду ТБ та кіно мальтійською (для англійської ці показники 43,2% і 48% відповідно). Щодо книг та журналів, то більшість мальтійців (61,13% та 70,89%) віддають перевагу читанню відповідно книг і журналів англійською, ніж мальтійською (35,75% та 22,65%).
Суттєво іншою є ситуація з телебаченням та радіо: 44,96% і 82,41% для мальтійської, 25,41% і 14,69% для англійської відповідно. Крім того, 29,63% мальтійців віддають перевагу телебаченню італійською.

## Письмо
Як письмова мова мальтійська утвердилася лише в другій половині 18 століття, хоча перші письмові пам'ятки цією мовою датовано ще 15 століттям. Сучасний правопис, як і систематизована граматика, розвинувся на початку 20 століття, їх було утверджено 1924 року.
Сучасна мальтійська абетка має в основі латинку. Вона містить у собі 30 літер, з-поміж них 6 голосних (a, e, i, o u, ie) та 24 приголосних (b, ċ, d, f, g, ġ, għ, h, ħ, j, k, l, m, n, p, q, r, s, t, v, w, x, ż, z).
| Літера | Назва | Приклад             | МФА    | Арабський відповідник | Приблизна українська вимова |
| ------ | ----- | ------------------- | ------ | --------------------- | --- |
| A a    | a     | anġlu (ангел)       | a      | ـَ ، ـَا                | як «а» в ангел |
| B b    | be    | ballun (м’яч)       | b      | ب                     | богатир, але в кінці слова оглушується до [p] |
| Ċ ċ    | ċe    | ċavetta (ключ)      | ʧ      | (چ)                   | часник («c» без крапки було замінене літерою «k», тому якщо з'являється «c», воно читається як «ċ») |
| D d    | de    | dar (дім)           | d      | د                     | день, у кінці слова оглушується до [t] |
| E e    | e     | envelopp (конверт)  | ɛ      | (ـَ ، ـَي)              | епоха |
| F f    | effe  | fjura (квітка)      | f      | ف                     | фарба |
| Ġ ġ    | ġe    | ġelat (морозиво)    | ʤ      | ج                     | джерело, у кінці слова оглушується до [tʃ] |
| G g    | ge    | gallettina (печиво) | g      | (ج ، گ)               | ґедзь, у кінці слова оглушується до [k] |
| GĦ għ  | ajn   | għasfur (птах)      | ʕː, ħː | ع ، ح                 | має ефект подовження та фарингалізації пов'язаних голосних (għi та għu читаються як [aˤj] та [oˤw]). Коли ця літера трапляється в кінці слова чи одразу перед «h» вона читається як подвоєне «ħ» (див. нижче) |
| H h    | akka  | hu (він)            |        | ه ، ة                 | не вимовляється, окрім як у кінці слова, де позначає звук [ħ] |
| Ħ ħ    | ħe    | ħanżir (свиня)      | ħ      | ح                     | не має українського відповідника; схоже на звук «х» при розслабленому видосі «ха» |
| I i    | i     | ikel (стопа)        | ɪ      | ـِ                     | листя |
| IE ie  | ie    | ieqaf (зупинка)     | iɛ, iː | ـِي                    | «іе»; подовжена «і» |
| J j    | je    | jott (яхта)         | j      | ي                     | йога |
| K k    | ke    | kelb (пес)          | k      | ك                     | казка |
| L l    | elle  | libsa (сукня)       | l      | ل                     | лапа |
| M m    | emme  | mara (жінка)        | m      | م                     | мати |
| N n    | enne  | nanna (бабуся)      | n      | ن                     | ненька |
| O o    | o     | ors (ведмідь)       | ɔ      | (ـُ ، ـَو)              | олень |
| P p    | pe    | paġna (сторінка)    | p      | (پ)                   | пес |
| Q q    | qe    | qattus (кіт)        | ʔ      | ء ، ق                 | не має українського відповідника; гортанне зімкнення |
| R r    | erre  | reġina (королева)   | r      | ر                     | радість |
| S s    | esse  | salib (хрест)       | s      | س                     | салат |
| T t    | te    | tieqa (вікно)       | t      | ت                     | тесляр |
| U u    | u     | uviera (оболонка)   | ʊ      | ـُ ، ـُو                | ух! |
| V v    | ve    | vjola (фіолетовий)  | v      | (ڤ)                   | весна, у кінці слова оглушується до [f] |
| W w    | we    | widna (вухо)        | w      | و                     | лавка |
| X x    | exxe  | xadina (мавпа)      | ʃ / ʒ  | ش                     | шахи, інколи як жага; подвоєння літери показує подовження, як у затишшя |
| Ż ż    | że    | żarbun (взуття)     | z      | ز                     | зерно |
| Z z    | ze    | zalza (соус)        | ʦ / ʣ  | (تْس)                  | цап, у кінці слів оглушується до [s]; як дзенькіт в іноземних словах: gazzetta [ɡaʣɛtta] |

## Фонетика
|              |              | Губно-губні | Губно-зубні | Зубні | Постальвеолрні | Задньоязикові | Фаринґальні | Гортанні |
| ------------ | ------------ | ----------- | ----------- | ----- | -------------- | ------------- | ----------- | -------- |
| Носові       | Носові       | m           |             | n     |                |               |             |          |
| Проривні     | глухі        | p           |             | t     |                | k             |             | ʔ        |
| Проривні     | дзвінкі      | b           |             | d     |                | g             |             |          |
| Фрикативні   | глухі        |             | f           | s     | ʃ              |               | ħ           |          |
| Фрикативні   | дзвінкі      |             | v           | z     |                |               |             |          |
| Африкати     | глухі        |             |             | t͡s    | t͡ʃ             |               |             |          |
| Африкати     | дзвінкі      |             |             | d͡z    | d͡ʒ             |               |             |          |
| Дрижачі      | Дрижачі      |             |             | r     |                |               |             |          |
| Апроксиманти | Апроксиманти |             |             | l     |                |               |             |          |

|         | Передні | Задні |
| ------- | ------- | ----- |
| Високі  | i       | u     |
| Середні | e       | o     |
| Низькі  | a       | a     |

## Приклад
«Заповіт» Т. Шевченка мальтійською мовою (переклав Кармель Малія)
| TESTMENT Meta ġewwa sidri jieqaf ħoss in-nifs aħħari, fis idfnuni ta’ l-Ukrajna f’nofs il-ftuħ tax-xagħri, biex minn hemm nitgħaxxaq noqgħod bil-għoljiet, bl-egħlieqi, u biex nisma’ x-xmara Dniper tgħajjat f’xatt għammieqi. Meta mewġ id-Dniper mgħaddba mill-Ukrajna jieħu l-aħħar qtar ta’ demm l-egħdewwa li fil-blu jistrieħu, dak in-nhar lejn Alia tiegħi nitlaq minn dil-ħajja. Qabel dan jitwettaq, ‘l Alla se nħallih warajja. Wara d-difna, qumu kissru l-ktajjen, mingħajr dnewwa. u ‘ll-ħelsien li tkunu ksibtu xarrbu b’demm l-egħdewwa. Wara, f’dil-familja ġdida, nitlob, ftakru fija; f’dal-ħelsien tinsewx turuni ħsieb ta’ simpatija. |

Джерело: Українська бібліотека